# Goran Obradović
Goran Obradović (* 1. März 1976) ist ein ehemaliger serbischer Fußballspieler. Er spielte 2005–2012 beim FC Sion und hatte seit 2000 bei anderen Profivereinen in der Schweiz und Liechtenstein gespielt.
Obradović kam im Juli 1996 in den Profikader seines Stammvereines Partizan Belgrad, wo er vier Jahre spielte und u. a. den serbischen Fußballpokal gewann. Ab 2001 war er bei Servette FC Genève unter Vertrag, mit dem er gleich Schweizer Cupsieger wurde. Im Sommer 2004 wechselte Obradović für ein halbes Jahr zum FC St. Gallen, bevor er für ein weiteres halbes Jahr beim Liechtensteiner Verein FC Vaduz spielte.
Von 2005 bis 2012 stand Obradović beim FC Sion unter Vertrag, mit dem er 2006, 2009 und 2011 den Schweizer Cup gewann.